# ژیدزلا پودورنی
ژیدزلا پودورنی (لهستانی: Zdzisław Podedworny؛ زادهٔ ۱۳ آوریل ۱۹۴۱) یک مربی فوتبال اهل لهستان است.